# Савельєв Олег Михайлович
Олег Михайлович Савельєв (нар. 30 грудня 1934 — пом. 25 листопада 1999) — радянський хокеїст, нападник.
Вихованець хокейної школи московського «Спартака». Виступав за команди «Спартак» (Москва), «Вимпел» (Калінінград), «Динамо» (Київ), «Енергія» (Саратов), «Хімік» (Клин), «Автомобіліст» (Єрмак), «Алмаз» (Москва).
У складі української команди провів три сезони. Переможець другого дивізіону 1965 року.
Після завершення ігрової кар'єри працював тренером у СДЮШОР «Спартак».